# Aktionsquotient
Der Aktionsquotient ist ein Stilmerkmal von Texten, das der Pädagoge und Psychologe Adolf Busemann (1887–1967) vorschlug, um in der Entwicklung von Kindern und Jugendlichen „Aktionsphasen“ und „Qualitätsphasen“ unterscheiden zu können. Zu diesem Zweck wurden Texte von Schülern daraufhin ausgewertet, wie sich der Aktionsquotient mit dem Alter ändert. Er ist definiert als Q = a/q. Dabei bedeutet: Q = „Aktionsquotient“ a: „aktionale Aussagen“; q: „qualitative Aussagen“. a wird dadurch bestimmt, dass alle Verben, die nicht nur Orts- und Besitzangaben oder Existenz- oder Teil-Ganzes-Aussagen beinhalten, addiert werden; für q werden alle Vorkommen von „sein“ und anderen Hilfsverben, Appositionen und Attribute zusammengefasst (Busemann 1925: 11–13). Auf der Grundlage von 470 Niederschriften von Jugendlichen im Alter von 9 bis 17 Jahren zu einem vorgegebenen Thema stellt Busemann einen besonders hohen Aktionsquotienten bei den 9- und dann wieder bei den etwa 13-jährigen fest und schloss daraus auf periodische Veränderungen im Lauf der Entwicklung. Ein weiteres Ergebnis erbringt der Vergleich mit gesprochenen Äußerungen: der Aktionsquotient in der gesprochenen Sprache ist deutlich höher ist als in der geschriebenen.

## Kritik
Busemanns Hypothese wurde aus zwei Richtungen kritisiert:
- Erstens wird angezweifelt, ob es sich tatsächlich um periodische Wechsel zwischen Aktions- und Qualitätsphasen handelt; es gibt Untersuchungen, die zu einer solchen Schlussfolgerung keinen Anlass geben und vielmehr eine kontinuierliche Entwicklung zeigen (z. B. Bakker 1965).
- Zweitens wird der gebildete Quotient aus mathematischen Überlegungen heraus infrage gestellt und ein verbessertes Modell vorgeschlagen (Altmann 1978, 1988: 18–23).

## Würdigung
Man kann feststellen, dass Busemann einen Vorschlag gemacht hat, der sich nach Verbesserungen dazu eignet, bestimmte stilistische Qualitäten von Texten zu messen und daran anschließend Texte auch hinsichtlich der gemessenen Eigenschaft zu vergleichen und zu klassifizieren. In weiterer Perspektive ist zu fragen, wie diese Stileigenschaft sich zu anderen verhält. Damit kommt als Ziel in den Blick, auch Stile als Wechselspiel verschiedener messbarer Texteigenschaften darzustellen (Tuldava 2005).

## Über Busemann
- Karl-Heinz Best: Adolf Busemann (1887-1967). In: Glottometrics 16, 2008, S. 124–127. (PDF Volltext)